# Packard
La Packard è stata una Casa automobilistica statunitense attiva a Detroit tra il 1899 e il 1958, specializzata in automobili di prestigio. Dal 1916 al 1956 i modelli della Packard furono commercializzati in serie, contraddistinte da un numero ordinale.

## Dalla fondazione al secondo conflitto mondiale
La Packard fu fondata da James Ward Packard, William Doud Packard e George Lewis Weiss nella città di Warren, nell'Ohio. Proprietario di un'azienda di apparecchiature elettriche, J.W. Packard si incuriosì al nascente settore dell'automobilismo, tanto da acquistare una delle prime vetture costruite da Alexander Winton a Cleveland. Questa vettura incorse in una serie di guai meccanici che indussero Packard a costruire in proprio automobili: nel 1899 viene presentata la prima Packard, la "A". Questa vettura ebbe grande successo, tanto da indurre Packard e soci a fondare la Ohio Automobile Company, la quale introdusse numerose innovazioni, come il comando dello sterzo a volante (anziché a barra).

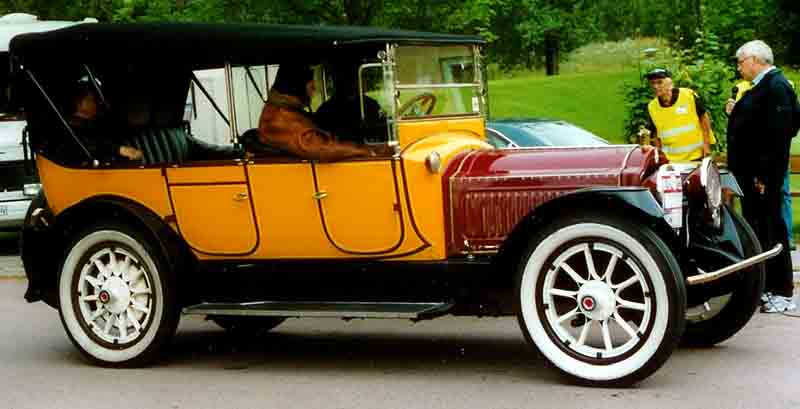
Una "Twin Six Touring" del 1916

Nel 1902, in seguito all'ingresso di nuovi investitori, la Ohio Automobile Company divenne Packard Motor Car Company, con stabilimenti a Detroit. Dell'anno seguente è la "K", prima Packard a quattro cilindri. Con il passare del tempo la produzione si orienta verso vetture di lusso, molto ricercate negli Stati Uniti e non solo. Nel 1915 un'altra innovazione: il primo motore a 12 cilindri costruito in serie, impiegato sul modello "Twin Six". Negli anni Venti la Packard è accomunata a due altre case americane, la Pierce-Arrow e la Peerless per le sue vetture raffinate ed eleganti: insieme vennero chiamate le "tre P".
Con l'arrivo degli anni Trenta la Packard subì solo in parte i postumi della crisi del 1929, che invece costarono cari alle altre marche di lusso americane (come la Duesenberg e la Stutz) che furono costrette a chiudere. Per rispondere alla crisi, venne introdotto nel 1935 il nuovo modello "120". Con un prezzo inferiore ai 1000 dollari, la 120 ebbe grande successo, tantoché la produzione Packard triplicò nel giro di un anno. Nel 1936 la gamma Packard era divisa in due: da un lato le lussuose "Senior" (con motori a 8 e 12 cilindri) e le più economiche "Junior"; per ogni Senior prodotta venivano costruite 10 Junior. Questo perché le Senior erano costruite praticamente a mano, mentre le Junior erano costruite con le moderne tecniche della produzione di massa.

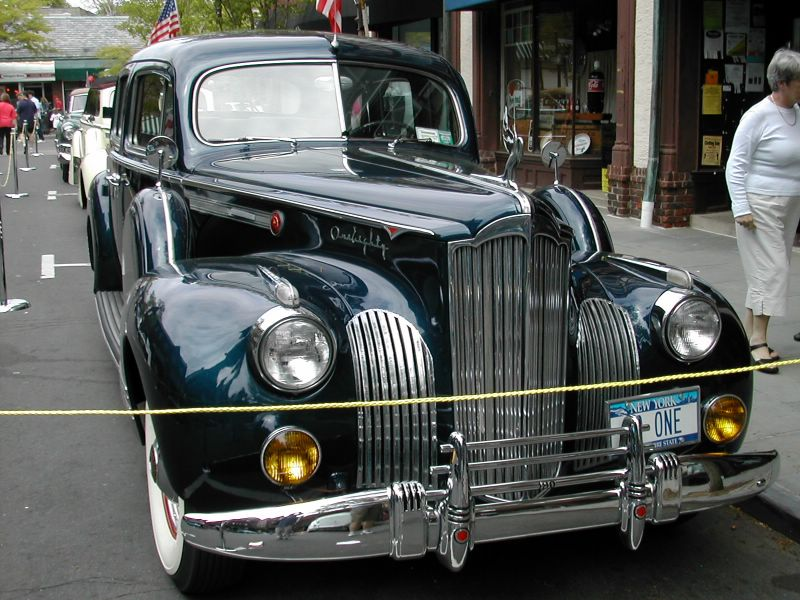
Una "180 Sedan" del 1941

Durante la seconda guerra mondiale la Packard costruì motori aeronautici su licenza, tra i quali il Packard V-1650, copia del britannico Rolls-Royce Merlin, impiegati principalmente sul P-51 Mustang (soprannominato, curiosamente, "la Cadillac dei cieli"), oltre a motori marini. La produzione di autovetture per uso civile, invece, cessò nel 1942, per riprendere, quasi immutata, nel 1945.

## Il "dopoguerra" e la fine del marchio

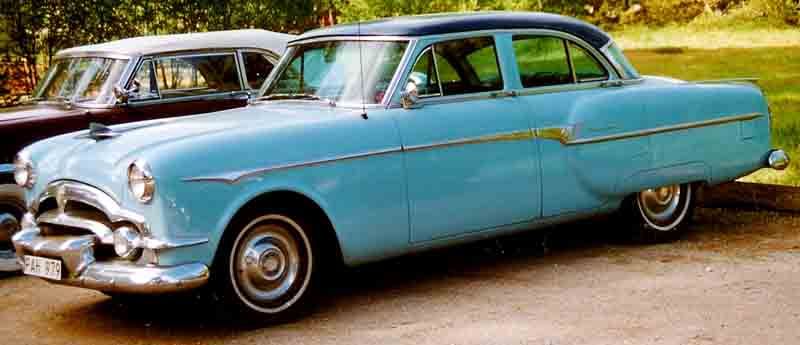
La "Clipper 4-Door Sedan" del 1953

Nel dopoguerra, la Packard si trovava in buone condizioni finanziarie e, nel 1948, presentò i suoi nuovi modelli, per competere con le rivali Cadillac, Lincoln e Chrysler. Nonostante le buone vendite, il prestigio della marca scese, a causa della difficoltà di differenziare in termini estetici i modelli più costosi da quelli più economici. La crisi si aggravò con i modelli 1951, dalla linea elegante, ma ritenuta "fuori moda" dal grande pubblico. Questa serie di automobili, che era la 24ª, fu caratterizzata dal fatto che vennero rinominati tutti i modelli. Si decise quindi, per ristabilire il prestigio della marca, di separare più nettamente i modelli più economici dal resto della gamma, con la serie "Clipper" (1953).

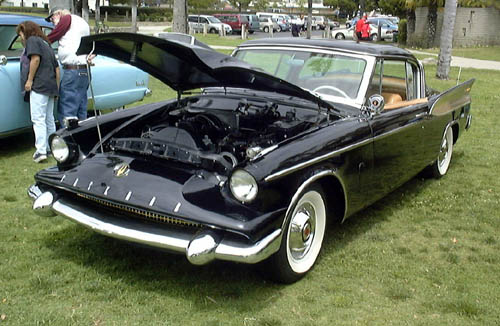
La Hawk, una delle cosiddette "Packardbakers"

Alla fine del 1954 la Packard, al fine di sfidare al meglio i grandi gruppi di Detroit, si fuse con la Studebaker nella Studebaker-Packard Corporation. La fusione riuscì solo parzialmente nell'intento: a un 1955 buono, grazie all'introduzione della prima Packard con motore V8, seguì un 1956 disastroso, con una produzione scesa ai livelli più bassi dalla prima guerra mondiale. Da allora il marchio Packard venne impiegato solo su alcune Studebaker ristilizzate (chiamate dal pubblico e dalla stampa con l'appellativo Packardbaker) e gli stabilimenti storici di Detroit furono chiusi con il trasferimento delle attività produttive nelle fabbriche della Studebaker a South Bend. L'ultima Packard costruita negli stabilimenti di Detroit fu una Patrician nera versione berlina, ed uscì dalle linee di produzione il 25 giugno 1956. Il 1958 fu l'ultimo anno di vita per la gloriosa casa americana. Nel 1962 il consiglio di amministrazione della Studebaker-Packard Corporation deliberò la rimozione del nome Packard dalla dicitura della compagnia.
I modelli Packard ebbero altri due primati, oltre a quello di avere il comando del cambio a volante (anziché a barra): furono i primi ad aver installato l'aria condizionata e gli alzacristalli elettrici. Nel 1956 le vetture Packard furono le prime ad installare con una certa diffusione la chiusura centralizzata, che era stata inventata nel 1914 dalla Scripps-Booth.

## I modelli Packard
- Modelli Packard monocilindrici:
  - Packard Model A (1899-1900)
  - Packard Model B (1900)
  - Packard Model C (1901)
  - Packard Model E (1901)
  - Packard Model F (1901-1903)
  - Packard Model K (1903)
- Modelli Packard bicilindrici:
  - Packard Model G (1902)

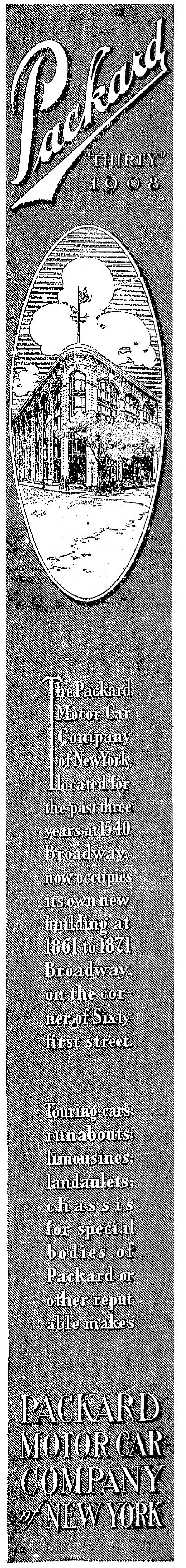
Una manifesto pubblicitario della Packard del 6 novembre 1907 pubblicato su "The New York Times"

- Modelli Packard con quattro cilindri:
  - Packard Model L (1904)
  - Packard Model N (1905)
  - Packard Model 24 (1906)
  - Packard Model 18 (1905-1907)
  - Packard Model 30 (1907-1912)
- Modelli Packard a sei cilindri:
  - Packard Dominant Six (1912-1915)
  - Packard Single Six (1921-1924)
  - Packard Six (1925-1929)
  - Packard 110 (1940-1941)
  - Packard 115 (1937)
  - Packard Six (1937-1949)
- Modelli Packard ad otto cilindri
  - Packard Eight (1933-1936)
  - Packard Super Eight (1933-1939)
  - Packard Standard Eight (1928-1932)
  - Packard Custom Eight (1929-1930)
  - Packard DeLuxe Eight (1929-1932)
  - Packard Light Eight (1932)
  - Packard 120 (1935-1942)
  - Packard 160 (1940-1942)
  - Packard 180 (1940-1942)
- Modelli Packard V12:
  - Packard Twin Six (1916-1923)
  - Packard Twin Six (1932)
  - Packard Twelve (1932-1939)
- Modelli Packard del dopoguerra:
  - Packard Caribbean (1953-1956)
  - Packard Cavalier (1953-1954)
  - Packard Clipper (1941-1957)
  - Packard 200 (1951-1952)
  - Packard 250 (1951-1952)
  - Packard 300 (1951-1952)
  - Packard 400 (1955-1956)
  - Packard Executive (1956)
  - Packard Hawk (1958)
  - Packard Mayfair (1951-1954)
  - Packard Pacific (1954)
  - Packard Patrician (1951-1956)
  - Packard Station Sedan (1948-1950)
  - Packard Super Eight (1948-1950)
  - Packard Custom Eight (1948-1950)
  - Packard Standard Eight (1948-1950)
  - Packard DeLuxe Eight (1948-1950)
  - Packard 1957 e 1958